# Campionat de Zúric 1979
L'edició del 1979 fou la 64a del Campionat de Zuric. La cursa es disputà el 6 de maig de 1979, pels voltants de Zúric i amb un recorregut de 265,5 quilòmetres. El vencedor final fou l'italià Giuseppe Saronni, que s'imposà per davant de Francesco Moser i Marc Demeyer.

## Classificació final
|    | Ciclista           | Equip                      | Temps      |
| -- | ------------------ | -------------------------- | ---------- |
| 1  | Giuseppe Saronni   | Scic                       | 6h 32' 59" |
| 2  | Francesco Moser    | Sanson-Campagnolo          | m. t.      |
| 3  | Marc Demeyer       | Flandria-Ça va Seul-Sunair | + 15"      |
| 4  | Roger De Vlaeminck | Gis Gelati-Ecoflam         | m. t.      |
| 5  | Marc Renier        | KAS-Campagnolo             | m. t.      |
| 6  | Daniel Willems     | Ijsboerke-Warncke Eis      | m. t.      |
| 7  | Osvaldo Bettoni    | Scic                       | m. t.      |
| 8  | Pierino Gavazzi    | Zonca                      | m. t.      |
| 9  | Henk Lubberding    | TI-Raleigh                 | m. t.      |
| 10 | Antoon Houbrechts  | Safir                      | m. t.      |